# Clara Haskilová
Clara Haskilová (7. leden 1895, Bukurešť – 7. prosinec 1960, Brusel) byla rumunská klavíristka. Vynikla jako interpretka děl Wolfganga Amadea Mozarta a doprovázečka Pabla Casalse, Eugèna Ysaÿe či George Enesca.
Měla pověst zázračného dítěte. Již v osmi letech sklidila obrovský úspěch na koncertu ve Vídni, kde předvedla Mozartův klavírní koncert A dur. Ve Vídni pak studovala hru na klavír u Richarda Roberta, na pařížské konzervatoři u Alfreda Cortota, v Berlíně u Ferrucia Busoniho. V letech 1927–1940 působila v Paříži, poté ve Švýcarsku.
Během celé kariéry jí provázely mimořádné zdravotní problémy. Nejprve se skoliózou páteře, kvůli níž žila dlouho v sádrovém korzetu, což mělo za následek atrofii svalstva. Pět let kvůli těmto potížím nemohla vystupovat, ale dokázala se vrátit. Po čase ji však lékaři objevili nádor na mozku. Po operaci zažila svůj druhý velký comeback na jeviště. Zemřela poté, co v prosinci 1960 upadla na nádraží v Bruselu, kam přijela na sonátový recitál s Arthurem Grumiauxem. Uhodila se do hlavy, byla převezena rychle do nemocnice, ale během několika hodin zemřela.